# Fraunhofer-Anwendungszentrum für Systemtechnik
Der Institutsteil Angewandte Systemtechnik (IOSB-AST), in der Kurzbezeichnung auch „Fraunhofer IOSB-AST“ genannt, ist eine Einrichtung der Fraunhofer-Gesellschaft zur Förderung der angewandten Forschung e.V. und wurde im April 1995 als Außenstelle bzw. Anwendungszentrum des Fraunhofer-Instituts für Informations- und Datenverarbeitung IITB Karlsruhe gegründet. Gründungsvater war der deutsche Elektroingenieur und Professor für Regelungstechnik/Systemmodellierung Jürgen Wernstedt. Zum 1. Januar 2010 fusionierte das Mutterinstitut Fraunhofer IITB mit dem FGAN-Institut für Optronik und Mustererkennung (FOM) zum Fraunhofer-Institut für Optronik, Systemtechnik und Bildauswertung  (IOSB). Die Einrichtung des Fraunhofer IOSB-AST befindet sich im Industriegebiet „Am Vogelherd“ in Ilmenau. Die Aktivitäten des Fraunhofer IOSB-AST sind der angewandten Forschung und Entwicklung in dem Fach Ingenieurwissenschaften auf den Gebieten der Elektrotechnik, der Informations- und Kommunikationstechnologie und der Mechatronik zuzuordnen. Das Fraunhofer IOSB-AST ist in drei Abteilungen gegliedert: Kognitive Energiesysteme, Eingebettete Intelligente Systeme sowie Unterwasserrobotik.

## Geschichte
Die Gründung des Fraunhofer IOSB-AST als eines der ersten drei Anwendungszentren der Fraunhofer-Gesellschaft geht auf das Jahr 1994 zurück. Ziel war es damals, Wissenschaftlern eine wirtschaftsnahe Forschungsplattform in den neuen Bundesländern zur Verfügung zu stellen. Im April 1995 nahm das Fraunhofer AST den Betrieb in Räumlichkeiten der Technischen Universität Ilmenau mit 3 Mitarbeitern auf. Von 1999 bis 2002 verlagerte sich die Arbeitsstätte in die Bundesanstalt für Wasserbau. Seit 2004 ist das Fraunhofer AST in einem Gebäudekomplex im Industriegebiet „Am Vogelherd“ in Ilmenau ansässig. 2010 beschäftigte die Einrichtung bereits über 40 Mitarbeiter bei einem Gesamthaushalt von 3 Millionen Euro. Zum 1. Januar 2013 fand eine Umbenennung zum Institutsteil Angewandte Systemtechnik AST (Fraunhofer IOSB-AST) statt, da der Name „Anwendungszentrum“ nur noch in Verbindung mit Kooperationen von Fraunhofer-Einrichtungen und Fachhochschulen verwendet wird. 2015 betrug das Budget 5 Millionen Euro bei rund 100 Beschäftigten. 2016 begann der Bau eines modernen Institutsgebäudes mit insgesamt 3400 Quadratmeter Büro-, Labor- und Schulungsräume am Standort „Am Vogelherd 90“. Die Baukosten lagen bei ca. 25 Millionen Euro. Das Gebäude wird gemeinsam mit der Abteilung Elektronische Messtechnik und Signalverarbeitung (EMS) des Fraunhofer IIS genutzt. Im Herbst 2019 erfolgte der Umzug, die offizielle Einweihung des Neubaus erfolgte bedingt durch die Corona-Pandemie am 1. September 2022. 2019 wurde das Start-Up AMPEERS ENERGY mit Schwerpunkt klimaneutraler Gebäude über Fraunhofer Venture ausgegründet. Am 1. Juni 2023 eröffnete mit der „keferkueche“ die erste Bio-Kantine Thüringens in den Räumlichkeiten des Neubaus.

## Forschung und Entwicklung
Die Forschungsschwerpunkte liegen auf anwendungsorientierten systemtechnischen Lösungen für komplexe, dynamische und zeitvariante Prozesse. Diese können in zahlreichen Branchen und Anwendungsgebieten zum Einsatz kommen, etwa bei der Berechnung von Netzverlustprognosen für Übertragungsnetzbetreiber, zur Kraftwerkseinsatzoptimierung, bei dezentralen Desinfektionslösungen auf Basis von UVC-LEDs, autonomen Arbeitsfahrzeugen oder im Bereich der Unterwasserrobotik. Insgesamt besitzt das Fraunhofer IOSB-AST dadurch drei thematisch weitestgehend heterogene Abteilungen:

### Kognitive Energiesysteme
Der Schwerpunkt der Abteilung „Kognitive Energiesysteme“ liegt im ganzheitlichen Einsatz von Informations- und Kommunikationstechnologien für kognitive, assistenzorientierte Systemlösungen im Energiebereich. Dazu gehören die Entwicklung von Energiemanagement- und Energiedatenmanagementsystemen, die Betriebsführung von Energieübertragungs- und -verteilnetzen sowie Lösungen für technische und geschäftliche Prozesse im Energiehandel. Im Rahmen dieser Aktivitäten ist unter anderem die Softwarelösung EMS-EDM PROPHET als Plattform für Zeitreihenmanagement, Bedarfsvorhersagen, Last- und Netzverlustprognosen sowie Redispatch-Anwendungen entstanden. Im Mai 2022 konnte im Zuge der Energiepreiskrise auf Basis vorhandener Optimierungsmodelle im Rahmen der Softwarelösung ein kurzfristiges Erdgaseinsparungspotential bei Stadtwerken von bis zu 60 Prozent in einer Kurzstudie nachgewiesen werden. 2023 wurden im Rahmen der Studie „Vor-Ort-Systeme als flexibler Baustein im Energiesystem“ Erneuerbare-Eigenverbrauchsquoten von fast 80 Prozent sowie eine Reduktion energiebedingter CO2-Emissionen um über 50 Prozent für Stadtquartiere ermittelt.
Im Bereich der Forschung liegt der Fokus auf Energiemanagementlösungen für Quartiere und Industrie, Lademanagement für E-Mobilität sowie Quantencomputing für energiewirtschaftliche Fragestellungen.
Mit dem Lernlabor Cybersicherheit für Energie und Wasser (LLCS) wird zusätzlich Vorlaufforschung für die IT/IoT-Sicherheit von kritischer Infrastruktur betrieben sowie ein entsprechendes Schulungsangebot für die Industrie bereitgestellt. Dabei kommen unter anderem KI-Technologien zur automatischen Identifikation und Lokalisierung von Betriebsstörungen zur Sicherstellung eines stabilen Netzbetriebs zum Einsatz.

### Eingebettete Intelligente Systeme
Die Abteilung Eingebettete Intelligente Systeme beschäftigt sich mit der Systemintegration (Sensoren, Kommunikationslösungen) sowie der Modellierung, Simulation, Führung und Überwachung von teil- und vollautonomen Arbeitsfahrzeugen, etwa für die Servicerobotik oder Robotik in menschenfeindlicher Umgebung. Beispiel hierfür ist etwa das Forschungsprojekt „AKIT – Autonomie-Kit für seriennahe Arbeitsfahrzeuge zur vernetzten und assistierten Bergung von Gefahrenquellen“, in dem mit Partnern aus Industrie und Wissenschaft ein komplexes Bergungsszenario umgesetzt werden konnte.
Ein weiterer Schwerpunkt der Abteilung ist die Forschungsgruppe Smarte UV Systeme, die sich mit Systemlösungen auf Basis von halbleiterbasierten UV-Strahlungsquellen (UV-LEDs) beschäftigt. Während der Corona-Pandemie konnte hier in Zusammenarbeit mit der Firma BINZ Automotive GmbH eine Desinfektionslösung für die Innenkabine von Rettungswagen entwickelt werden. Ein weiteres Forschungsprojekt ist die Anwendung von UV-LEDs zur Desinfektion von Frühchen-Inkubatoren.

### Unterwasserrobotik
Die Abteilung Unterwasserrobotik forscht im Bereich der ferngesteuerten, teilautonomen und autonomen Unterwasserfahrzeuge und entwickelt dafür Steuerungssysteme und Hardwarekomponenten. Für Forschungs- und Kundenprojekte stehen dafür mehrere multifunktionale ROVs (Remotely Operated Vehicle) sowie ein Testbecken zur Verfügung. Erfolgreiche Einsätze erfolgten unter anderem für die Unterwasserarchäologie im Süßen See und im Arendsee. Eine weitere Entwicklung ist ein autonomer Unterwasserrettungsroboter zum Einsatz in Schwimmbädern und Badeseen. Mit dem in den 2010er Jahren in Ilmenau entwickelten, tiefseetauglichen AUV (Autonomous Underwater Vehicle) DEDAVE konnten 2017 Überreste der Avro Canada CF-105 Arrow im Ontariosee entdeckt werden. Das Unterwasserfahrzeug wurde 2018 für den Thüringer Innovationspreis nominiert. Um technologische Schnittstellen zwischen der Thüringer Automotive-Branche und der maritimen Wirtschaft zu erschließen, wurde 2020 das Transfernetzwerk „Automotive goes Subsea“ in Ilmenau initiiert.
Ein weiterer Forschungsschwerpunkt der Abteilung ist die Modellierung, Simulation und Entscheidungsunterstützung für komplexe Wassersysteme. IT-basierte Modellierungssysteme werden dabei für den Wasserbedarf, für Einzugsgebiete und Flussläufe entwickelt. Forschungsprojekte dazu gab es unter anderem in der Volksrepublik China  und in der Mongolei.

## Kooperationen
Das Fraunhofer IOSB-AST ist Mitglied in der Fraunhofer-Allianz Energie, der Fraunhofer-Allianz SysWasser sowie den Fraunhofer-Allianzen BigData und Embedded Systems. Im universitären Bereich besteht eine enge Zusammenarbeit mit der Technischen Universität Ilmenau in den Fachgebieten Elektrische Energieversorgung, Energieeinsatzoptimierung, Simulation und Optimale Prozesse sowie Systemanalyse. Das Fraunhofer IOSB-AST ist Mitglied im Forschungsnetzwerk Quantum Hub Thüringen, im Fraunhofer-Leistungszentrum „Intelligente Signalanalyse- und Assistenzsysteme“ (InSignA), im edna Bundesverband Energiemarkt & Kommunikation e.V., der Fraunhofer-Academy sowie im Thüringer Erneuerbare Energien Netzwerk. Seit 2023 stellt das Fraunhofer IOSB-AST mit Peter Bretschneider den stellv. Vorstandsvorsitzenden des Open District Hub e.V.

## Zahlen und Fakten
Am Fraunhofer IOSB-AST sind derzeit rund 130 Mitarbeiter sowie Bachelor- und Masterstudierende beschäftigt. Der Betriebshaushalt liegt im Jahr 2023 bei rund 12 Millionen Euro. Der Anteil der Auftragsforschung aus der Industrie betrug 2022 knapp 30 Prozent. Aktuell wird das Fraunhofer IOSB-AST von den Direktoren Thomas Rauschenbach und Peter Bretschneider in Doppelspitze geleitet.

## Außenstellen
Seit 2017 besitzt das Fraunhofer AST eine Außenstelle in Görlitz. Der Forschungsschwerpunkt dort liegt auf der Cybersecurity von kritischer Infrastruktur im Bereich von Strom und Wasser. Weitere Aktivitäten bestehen seit 2022 im Fraunhofer-Zentrum für die Sicherheit Sozio-Technischer Systeme (SIRIOS) in Berlin sowie in der interdisziplinären Fraunhofer-Forschungsgruppe „Smart Ocean Technologies SOT“ in Rostock.